# The Paleface (1922)
The Paleface é um filme de comédia de faroeste de 1922 dirigido por Buster Keaton.

## Enredo
Os torcidos ladrões de óleo conduzidos por um homem chamado Hunt roubaram o arrendamento de uma tribo indígena a sua terra e lhes deram vinte e quatro horas para desocupar. Furioso, o chefe indígena ordena que o primeiro homem branco que entra em seu acampamento seja morto. Um colecionador de borboletas (Keaton), sem querer, vagueia enquanto persegue uma borboleta. Eles o amarram a uma estaca e coletam madeira. Quando ele se liberta, os guerreiros indígenas perseguem. Durante a perseguição, ele encontra um pouco de amianto e se confecciona algumas roupas íntimas à prova de fogo. Como resultado, quando eles o pegaram e tentaram queimá-lo na fogueira, ele permanece ileso. Atordoado por isso, os índios o adotam e lhe dão o título de pequeno chefe cara-pálida (Little Chief Paleface).
Ele subsequentemente lidera a tribo em um confronto com os bandidos. Quando uma briga explode, o líder dos trapaceiros Hunt foge. Os índios dão início a uma perseguição, deixando o pequeno chefe cara-pálida para trás. Hunt captura o herói, força-o a trocar de roupa e foge disfarçado. Depois de ser quase espetado por setas de sua própria tribo, o pequeno chefe cara-pálida encontra a ação na terra em um bolso. Como sua recompensa, ele escolhe uma donzela indígena bonita.

## Elenco
- Buster Keaton como o pequeno chefe cara-pálida
- Virginia Fox como a donzela indígena (não creditada)
- Joe Roberts como o chefe indígena (não creditado)